# Best of the Chrysalis Years
Best of the Chrysalis Years è una compilation del gruppo punk Ramones pubblicata dalla EMI nel 2002. I brani provengono dagli album pubblicati dal 1989 al 1995 (Brain Drain, Mondo Bizarro, Acid Eaters, ¡Adios Amigos! e Loco Live).

## Tracce
1. Pet Sematary – 3:30 (Dee Dee Ramone/Daniel Rey)
2. Don't Bust My Chops (Best of the Chrysalis Years) – 2:29 (Dee Dee Ramone, Joey Ramone, Daniel Rey)
3. Ignorance Is Bliss – 2:38 (Joey Ramone, Andy Shernoff)
4. Sheena Is a Punk Rocker (Live) – 1:47 (Joey Ramone)
5. Teenage Lobotomy (Live) – 1:32 (Ramones)
6. Surfin' Bird (Live) – 2:33 (Al Frazier, Sonny Harris, Carl White, Turner Wilson)
7. Poison Heart – 4:04 (Dee Dee Ramone, Daniel Rey)
8. Anxiety – 2:05 (Marky Ramone, Skinny Bones)
9. Take It As It Comes – 2:08 (Jim Morrison, John Densmore, Robby Krieger, Ray Manzarek)
10. Cretin Hop (Live) – 1:25 (Ramones)
11. Rockaway Beach (Live) – 1:37 (Dee Dee Ramone)
12. I Wanna Be Sedated (Live) – 2:09 (Joey Ramone)
13. Out of Time – 2:41 (Mick Jagger, Keith Richards)
14. Somebody to Love – 2:31 (Darby Slick)
15. Do You Remember Rock 'n' Roll Radio? (Live) – 3:00 (Joey Ramone)
16. Blitzkrieg Bop (Live) – 1:37 (Tommy Ramone, Dee Dee Ramone)
17. I Don't Want to Grow Up – 2:46 (Tom Waits, Kathleen Brennan)
18. Got A Lot To Say – 1:41 (C.J. Ramone)

## Formazione
- Joey Ramone - voce
- Johnny Ramone  - chitarra
- Dee Dee Ramone  - basso e voce d'accompagnamento
- Marky Ramone - batteria
- C.J. Ramone  - basso e voce